# تاكايا إينوي
تاكايا إينوي (باليابانية: 乾 貴哉) (12 مايو 1996 في غونما في اليابان – )؛ هو لاعب كرة قدم ياباني سابق كان يلعب كمدافع.

## وصلات خارجية
- تاكايا إينوي على موقع رابطة كرة القدم اليابانية للمحترفين (اليابانية)
- تاكايا إينوي على موقع قاعدة بيانات كرة القدم.إي يو (الإنجليزية)
- تاكايا إينوي على موقع Soccerway.com (الإنجليزية)
- تاكايا إينوي على موقع عالم كرة القدم.نت (الإنجليزية)